# Ryan Jarman
Ryan James Jarman (Wakefield, 20 oktober 1980)) is de gitarist en zanger van de Engelse rockband The Cribs.

## The Cribs
Jarman begon The Cribs begin 2000 samen met zijn tweelingbroer Gary Jarman en zijn jongere broer Ross.
De groep maakt korte, gevatte liedjes met pop-riffs en een lo-figeluid, beïnvloed door bands als Huggy Bear, Comet Gain en Beat Happening. The Cribs brachten drie albums uit op het Wichita Recordings-label. Het eerste album, "The Cribs" werd geproduceerd door Ed Deegan en Bobby Conn, het tweede "The New Fellas" door Edwyn Collins, zanger van de indie band Orange Juice.
Het derde album van The Cribs, Men's Needs, Women's Needs, Whatever kwam uit op 21 mei 2007 en werd geproduceerd door Alex Kapranos van Franz Ferdinand.

## Persoonlijk leven
Hij had tot 2012 een relatie met Kate Nash.